# Craugastor taylori
Craugastor taylori is een kikker uit de familie Craugastoridae. De soort werd voor het eerst wetenschappelijk beschreven door John Douglas Lynch in 1966. Oorspronkelijk werd de wetenschappelijke naam Eleutherodactylus taylori gebruikt. De soortaanduiding taylori is een eerbetoon aan de Amerikaanse herpetoloog Edward Harrison Taylor (1889 - 1978).
De soort komt voor in delen van Midden-Amerika en leeft endemisch in het Rayón Mescalapa, Chiapas in zuidoostelijk Mexico.